# District de Martin
Le district de Martin est l'un des 79 districts de Slovaquie dans la région de Žilina.

## Démographie

### Évolution de la population
| Année:               | 1994.  | 2004.   | 2014.   | 2024.   |
| -------------------- | ------ | ------- | ------- | ------- |
| Nombre de personnes: | 97 600 | 97 671  | 96 887  | 92 817  |
| Différence:          |        | +0,07 % | -0,80 % | -4,20 % |

| Année:               | 2023.  | 2024.   |
| -------------------- | ------ | ------- |
| Nombre de personnes: | 93 041 | 92 817  |
| Différence:          |        | -0,24 % |

## Liste des communes
Source :

### Ville
- Martin
- Vrútky

### Villages
Belá-Dulice | Benice | Blatnica | Bystrička | Ďanová | Diaková | Dolný Kalník | Dražkovce | Folkušová | Horný Kalník | Karlová | Kláštor pod Znievom | Košťany nad Turcom | Krpeľany | Laskár | Ležiachov | Lipovec | Necpaly | Nolčovo | Podhradie | Príbovce | Rakovo | Ratkovo | Sklabiňa | Sklabinský Podzámok | Slovany | Socovce | Sučany | Šútovo | Trebostovo | Trnovo | Turany | Turčianska Štiavnička | Turčianske Jaseno | Turčianske Kľačany | Turčiansky Ďur | Turčiansky Peter | Valča | Vrícko | Záborie | Žabokreky